# Casino Oceano
Das Casino Oceano ist ein Gebäude im portugiesischen Küstenort Figueira da Foz.

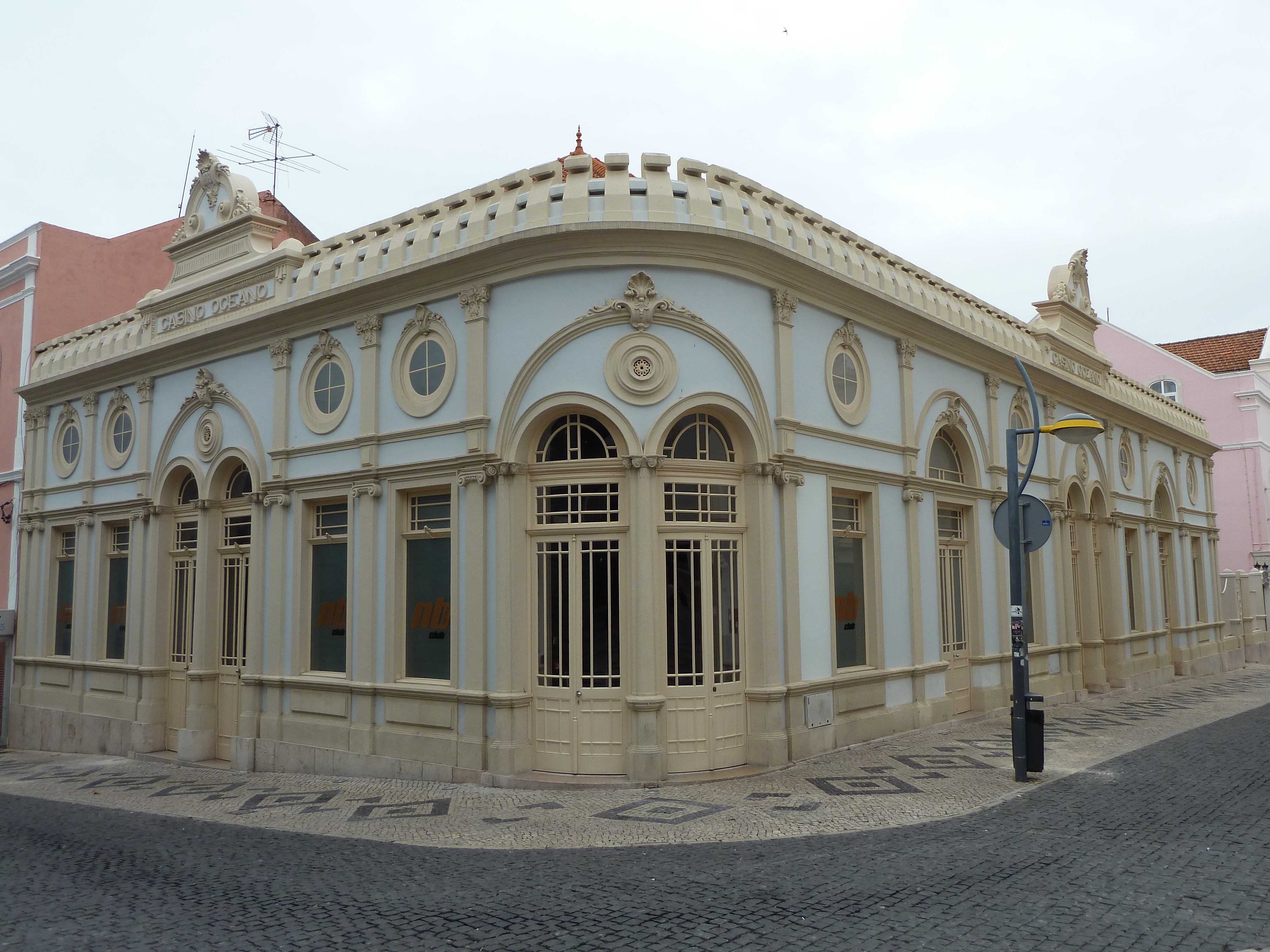
Das Casino Oceano 2011

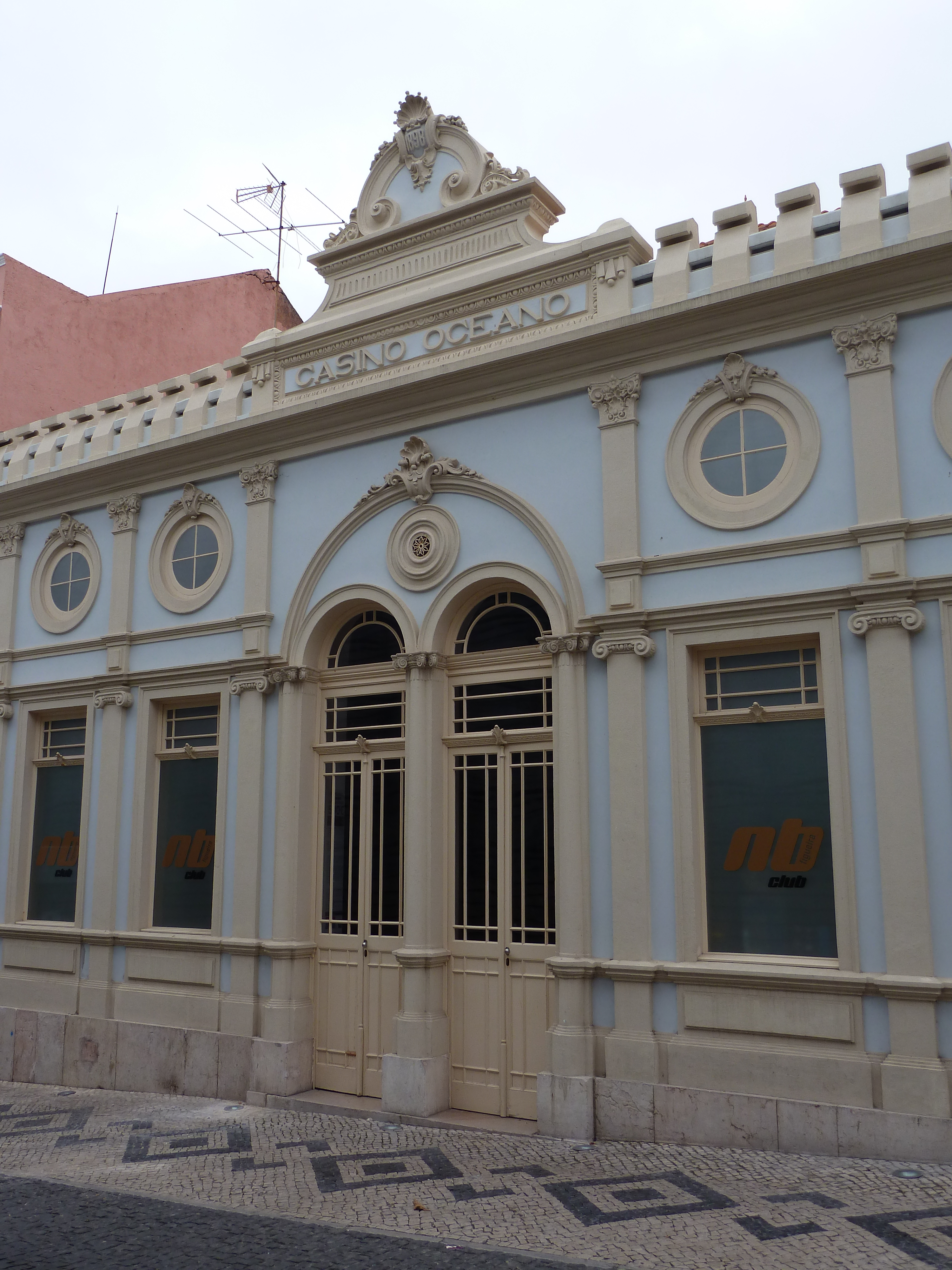
Teilansicht des Casino Oceano

Es wurde 1898 erbaut und bot in seinen Räumlichkeiten eine Spielbank, ein Konzertcafé und ein Restaurant, dem Geschmack der Belle Époque entsprechend. Im Laufe der Jahre verlor es jedoch seine Bedeutung.
Es ist ein eingeschossiges, von portugiesischem Straßenpflaster umgebenes Gebäude in der verkehrsberuhigten Oberstadt von Figueira da Foz. Es dient heute, nach umfangreichen Umbauten im Inneren und Restaurierungsarbeiten außen im Jahr 1996, als Diskothek, nachdem es zuletzt u. a. als Ausstellungsraum für Kunsthandwerk gedient hatte. Es gilt als ein beispielhaft markantes Gebäude der Zeit, als Figueira zu einem mondänen Seebad aufstieg. Seit 2003 steht es unter Denkmalschutz. Gelegentlich wird es mit dem Casino Peninsular verwechselt, dem Casino Figueira, das direkt nebenan auf der gegenüberliegenden Ecke der Kreuzung liegt.
1983 war das Casino Oceano Namensgeber und in kurzen Sequenzen auch Hintergrundkulisse des Spielfilms des Regisseurs Lauro António. Der von der RTP für seine Reihe Histórias de Mulheres (dt.: Frauengeschichten) produzierte Film feierte auf dem Internationalen Filmfestival von Figueira da Foz 1983 Premiere, im benachbarten Casino Figueira.